# Széki János
Széki János (Szada, 1879. március 30. – Budapest, 1952. november 14.) magyar kohómérnök, egyetemi tanár.

## Élete
Széki (eredeti nevén Stiglincz) János egy csizmadiamester fiaként született a Pest-Pilis-Solt-Kiskun vármegyei Szadán. Apja Stiglincz András, anyja Matusidesz Borbála. A gyermeket négyéves korától anyai nagyszülei (Matusidesz János ácsmester és felesége) nevelték Domonyban, és itt járt elemi iskolába is. Gimnáziumi tanulmányainak első négy évfolyamát Aszódon végezte, a felső négy évet már a Pozsonyi Evangélikus Líceumban járta ki (miközben a diáktársainak adott órákért kapott jövedelemmel segítette saját taníttatását); 1898 júniusában érettségizett. Nehéz anyagi körülményei miatt csak egy ösztöndíj lehetőségét kihasználva tudta felsőfokú tanulmányait elkezdeni a József nádor Műegyetemen. A támogatás megszűnésével azonban kénytelen volt tanulmányait megszakítani, és hazatérni Szadára, ahol egy jegyzői irodában segédkezett. Itt értesült arról, hogy a selmecbányai Bányászati Akadémia fémkohászati szakán évi 600 koronás ösztöndíjban részesítik a jól tanuló diákokat, ráadásul tandíj sincs. 1899-ben beiratkozott az Akadémiára, és első félévi eredményei alapján meg is kapta az ösztöndíjat, amit aztán tanulmányai végéig, 1902-ig folyósítottak számára. A fémkohászat professzora Faller Károly volt, akit a fiatalember szakmai és emberi példaképéül választott.
Első gyakornoki évét a kapnikbányai fémkohóban és lúgzóüzemben, majd a kémlőházban, a második évet pedig az alsófernezelyi fémkohóban és próbaházban töltötte. Üzemi gyakorlata igen hasznosnak bizonyult számára: ekkor ismerte meg a réz, az ólom, az arany és az ezüst tűzi kohászata, illetve részben hidrometallurgiája gyakorlatát. Az államvizsgát 1904-ben tette le Selmecbányán.
Ebben az időszakban (1905-ben) változtatta nevét Székire. 1906-ban nősült meg, felesége Liptai Irén, a felsővezékenyi evangélikus lelkész lánya volt. A házasságukból született mindkét fiú, János és András, bányamérnök lett.

## Munkássága
Végzett fémkohómérnökként a zalatnai vegyelemző hivatalba nevezték ki, majd egy év után, 1905-ben a pörkölő, a kénsavgyári, kéntermelő és vasgálicgyártó üzemek vezetője lett. Munkálkodása közepette szakított időt külföldi tanulmányutakra is, amiknek a tapasztalatait felhasználva korszerűsítette a vezetése alatt álló üzemeket.
1913 végén a selmecbányai Bányászati és Erdészeti Főiskola Fémkohászati tanszékének rendkívüli tanára lett. Átélte a Főiskola 1919-es Sopronba költözését és az ezt követő sanyarú időszakot. 1923-ban a Kohómérnöki Osztály (a mai karnak felel meg) dékánja, majd az 1936–1937-es tanévben a Bánya-, Kohó- és Erdőmérnöki Kar dékánja volt.
Széki János nagy munkabírású, kitartó ember volt. Előadásai, amikre mindig lelkiismeretesen készült, közérthetőek, követhetőek, logikus felépítésűek, ugyanakkor szakmailag rendkívül színvonalasak voltak. Kiemelten fontosnak tartotta a tiszta és helyes magyar szakirodalmi nyelv használatát. Előadásain soha nem ellenőrizte a jelenlétet, a hallgatók mégis mindig teljes létszámmal jelen voltak. Mindig igyekezett a legújabb nemzetközi szakirodalmi eredményeket beleszőni mondanivalójába, amit kollégáinak is rendszeresen átadott. Nemcsak az előadások tartásában volt példamutató, de a gyakorlatokat is sokáig egyedül tartotta, és a laboratóriumi gyakorlatokon is mindig jelen volt. Még a tanulmányutakra is elkísérte a hallgatókat, ahol az ilyen alkalmakkor gyakori esti kiruccanások, szakestélyek italköltségét is nem ritkán fedezte. Jó kapcsolata volt a hallgatósággal, a diákok becsülték, szerették egyszerűségéért, közvetlenségéért és magas szintű szakmai tudásáért. Egész szakmai életében közreműködött az Országos Magyar Bányászati és Kohászati Egyesület munkájában, 1914-től 1950-ig volt az Ifjúsági Segélyező Egylet elnöke.
Oktató munkája mellett nagy hangsúlyt fektetett a tudományos tevékenységre is. Ez a munka gyakorlatilag pályakezdéséig nyúlik vissza, és szerteágazó tématerületeket takar. Már az első világháború alatt javasolta a fémkohókból távozó kén-dioxid feldolgozását elemi kénné. Romwalter Alfréddal közösen a por alakú félkoksz brikettálására eljárást dolgozott ki, Dorogon az ő nevét viselő kemencében gyártották a kokszbrikettet. Évtizedekig foglalkozott a recski érc gazdaságos kohósításával, vagy a hazai bauxitok feldolgozásával. Rendkívüli nemzetközi figyelmet keltett az antimonszínpor kohósításával kapcsolatos munkája. Munkássága nem csak elméleti jellegű volt, fontosnak tartotta gyakorlati bevezetésüket, és számos szabadalmat jelentett be itthon és külföldön is.
Élete utolsó évében kapta meg a Tudományos Minősítő Bizottságtól a műszaki tudományok doktora címet, az államtól pedig a Népköztársasági Érdemrend kitüntetést. 1952-ben hunyt el Budapesten.

## Jelentősebb publikációi
- Fémkohászat. Technikai fejlődésünk története 1867–1927. Magyar Mérnök- és Építészegylet, Budapest, 1928. 692–711. p.
- A nagybánya-vidéki ércek kohászata. Királyi Magyar Egyetemi Nyomda, Budapest, 1942.
- Alumíniumkohászat. Alumínium-kézikönyv. Mérnöki Továbbképző Intézet, Budapest, 1949. 88–124. p.
- Általános kohászattan. Társszerző: Horváth Zoltán. Tankönyvkiadó, Budapest, 1953.
- A réz- és ólomkohászat szilikátsalakjai. Bányászati és Kohászati Lapok. 48, 1915. (20), 265–271. p.
- Über die Reaktionsfähigkeit des Ölschwefels. Társszerző: Romwalter Alfréd. A m. kir. Bányamérnöki és Erdőmérnöki Főiskola bányászati és kohászati osztályának Közleményei. 3, 1931. 145–155. p.
- Versuche zur Verwertung von Schwelwasser. Társszerző: Romwalter Alfréd. A m. kir. József Nádor Műszaki és Gazdaságtudományi Egyetem bánya- és kohómérnöki osztály Közleményei. 8, 1936. 116–-126. p.
- A színesfémek kohászatának salakjai, I–II–III.. Moszkva, 1948., Metallurgizdat.
- Eljárás cementréz feldolgozására. 99350. sz. magyar szabadalom. Bejelentve: 1929. január 20. Jóváhagyva: 1930. március 17.
- Eljárás kokszbrikett előállítására. 106935. sz. magyar szabadalom. Bejelentve: 1930. június 26. Jóváhagyva: 1933. augusztus 1.
- Vorrichtung zur trockenen, die ursprüngliche Gestalt wahrenden Destillation stückiger Brennstoffe. 137333. sz. osztrák szabadalom. Bejelentve: 1933. március 9. Jóváhagyva: 1933. december 15.
- A csucsomi származású aranyban dús antimonszínpor kohósításának kérdése. K. 164396. sz. német szabadalmi bejelentés. 1943.
- Magyarországi fémkohókból (Selmecbánya, Alsófernezely, Zalatna, Horgospatak) kimenő kohófüst kéndioxid-tartalmának kénre való értékesítése. Pénzügyminisztérium Bányászati Főosztálya részére készített tanulmány. 1915.
- A recski ércek hidrametallurgiai úton való feldolgozásának kipróbálása. Előméreti terv. Sopron, 1949. 19. p. 1. t.